# 窑里水库
窑里水库是中国江西省吉安市新干县城上乡境内的一座水库，位于沂江河上，建于1972年。水库正常库容为2490万立方米，平均水深为9.60米，集雨面积为74平方千米，海拔为136.5米。